# Nazionale maschile di beach soccer della Georgia
La nazionale di beach soccer della Georgia rappresenta la Georgia nelle competizioni internazionali di beach soccer.

## Rosa
Aggiornata a settembre 2016
| N. |                    | Ruolo | Calciatore           |
| -- | ------------------ | ----- | -------------------- |
| 1  | Georgia (bandiera) | P     | Khvicha Makharadze   |
| 3  | Georgia (bandiera) | D     | Gocha Beridze        |
| 5  | Georgia (bandiera) | D     | Zaur Kekelidze       |
| 6  | Georgia (bandiera) | D     | Vaja Ivaniadze       |
| 7  | Georgia (bandiera) | A     | Levan "Leo" Nadaraya |

| N. |                    | Ruolo | Calciatore        |
| -- | ------------------ | ----- | ----------------- |
| 11 | Georgia (bandiera) | C     | Kakhi Todadze     |
| 13 | Georgia (bandiera) | P     | Roman Aslanyan    |
| 14 | Georgia (bandiera) | A     | Levan Partenadze  |
| 16 | Georgia (bandiera) | A     | Nuk'ri Goguadze   |
| 20 | Georgia (bandiera) | C     | Zurabi Shamiladze |

Allenatore: Jaba Tchanturia